# Гершель, Уильям Джеймс
Уильям Джеймс Гершель, 2-й баронет Хершель (англ. William James Herschel, 2nd Baronet Hershel; 9 января 1833 — 24 октября 1917) — английский колониальный чиновник, внук и сын (соответственно) знаменитых астрономов и математиков Уильяма и Джона Гершелей, один из основоположников дактилоскопии.

## Биография
Родился в Англии. С 1857 года работал в британской администрации в Бенгалии (Индия) в округе Хугли. С 1858 года начал применять на практике отпечатки пальцев в удостоверение подлинности договоров, написанных на бенгальском языке. Вместо подписи или после подписи индусы, обмакнув палец в чернила, ставили отпечаток своего пальца. Вначале, по-видимому, Гершель лишь извлекал пользу из мистической идеи, распространённой у индусов так же, как и у китайцев, что отпечаток обязывает гораздо более, чем подпись. Но, взявшись из интереса за изучение отпечатков, он обнаружил, что отпечатки пальцев одного человека никогда не были идентичными отпечаткам другого. Научился различать их по рисунку и узнавал многих людей по «картинке их отпечатков пальцев». Из одного учебника анатомии Гершель узнал, что они называются папиллярными линиями, и применил это название.
15 лет Гершель выплачивал большому количеству индийских солдат жалование. Все они были для европейца похожи друг на друга, имена их часто повторялись. Получив жалование, солдаты нередко приходили и утверждали, что денег ещё не получали. Иногда посылали друзей или родственников, чтобы те ещё раз получили их жалование. Гершель ввёл практику, чтобы они ставили отпечатки двух пальцев как на списки с именами, так и на квитанции. Жульничеству был положен конец.
В последующие годы пришёл к выводу, что рисунок линий на пальцах не меняется ни через 5 лет, ни через 10, ни через 19. Записная книжка с его отпечатками свидетельствовала об этом. Человек мог постареть, внешне сильно измениться, но рисунок на пальцах оставался неизменным. Это был личный, неизменный знак человека, по которому его всегда можно было узнать, даже после смерти, даже если от него ничего не осталось, кроме кусочка кожи с пальца.
5 августа 1877 года Гершель отправил письмо генеральному инспектору тюрем Бенгалии, где он писал о новом методе идентификации личности и о возможности применения его для регистрации арестантов. Через десять дней он получил ответ. Письмо было написано в любезном тоне, но свидетельствовало лишь о том, что генеральный инспектор, зная о плохом состоянии здоровья Гершеля, принял его предложение за плод больной фантазии.
В конце 1879 года Гершель вернулся в Англию для восстановления своего здоровья. Свои исследования в дактилоскопии он оформил в своём труде «The origin of fingerprints».

## Использованная литература
- Эдмонд Локар. Руководство по криминалистике. — М.: Юридическое издательство НКЮ СССР, 1941. — С. 544.
- Юрген Торвальд. Сто лет криминалистики. — М.: Издательство «Прогресс», 1974. — С. 440.